# Ludvig A. Petersen
Ludvig Adolph Petersen (31. maj 1848 i København – 10. april 1935 i Hillerød) var en dansk arkitekt.
Hans forældre var skibsbygmester ved Holmen, lærer på Kunstakademiet Zacharias Petersen (1811-1870) og Emilie Sophie Thortsen (1818-1876). Ludvig A. Petersen havde fra 1880 til 1918 sit udgangspunkt i de tekniske skoler i Vejle og Aarhus, hvor han fik stor betydning for den tekniske undervisning i perioden omkring århundredskiftet. Ludvig A. Petersen har sat sit præg på bybilledet i Aarhus. Gennem en længere årrække tegnede han flere skoler, bl.a. Teknisk Skole på Ingerslevs Plads og skolerne i Finsensgade, N.J. Fjords Gade, Paradisgade, Ny Munkegade (Samsøgades Skole) og Læssøesgade. I sine bygningsværker veksler Petersen, som historicistisk arkitekt, mellem flere stilarter. Tårnet på Sankt Nikolai Kirke og Missionshuset, begge i Vejle, er udpræget nygotiske, i røde mursten med hjørnespir og spidsbuede vinduer. Tårnet har aftrappede stræbepiller på hjørnerne og en bred gesimsfrise af formsten, mens missionshuset har friser og vinduesindramninger af gule sten. Nygotiske elementer går igen i flere skolebygninger, mens Vejle Teater er et eksempel på tidens brug af nybarok.

## Familie
Ludvig A. Petersen var broder til kunstmaler, professor ved Kunstakademiet i København Edvard Petersen (1841-1911).
Han ægtede 19. maj 1881 i Aarhus Agnes Theodora Walther (30. april 1856 i København – 24. april 1937 i Hillerød), datter af arkitekt, professor Vilhelm Theodor Walther og Vilhelmine Christine Dorothea Tydsch. I ægteskabet fødtes sønnen biolog, botaniker og tegner Vagn Petersson.
Han er begravet på Holmens Kirkegård.